# Kościół Chrześcijan w Wałbrzychu
Kościół Chrześcijan w Wałbrzychu – społeczność chrześcijańska wywodząca się z kręgów o charakterze protestanckim. Pełna nazwa: Centrum Chrześcijańskie "Kanaan" Kościół Lokalny "Kościół Chrześcijan w Wałbrzychu".

## Historia
Osobowość prawna została nadana w 1997 r., jednak historia społeczności zaczęła się nieco wcześniej. Grupę osób połączyła chęć powrotu do korzeni chrześcijaństwa. W niedługim czasie, dla zgodności z prawem przyjęto osobowość prawną i rozpoczęto działanie oficjalne pod nazwą Kościół Chrześcijan w Wałbrzychu. Wynikająca wprost z przykładu biblijnego oraz serca potrzeba realizacji zadań określonych dla prawdziwych chrześcijan stała się jednym z priorytetowych zadań. 
Do października 2011r. społeczność działała w wynajętym budynku przy ul. Armii Krajowej 5.
Obecnie siedziba i miejsce spotkań znajduje się przy ul. Daszyńskiego 5 w Wałbrzychu, w dzielnicy Biały Kamień, w budynku Kościoła Chrześcijan Baptystów.
W każdą pierwszą niedzielę miesiąca odbywa się tam też wspólne nabożeństwo tych społeczności.
W 2014r. społeczność zakończyła swoją działalność, a poszczególni członkowie zasilili Kościół Chrześcijan Baptystów w Wałbrzychu oraz Kościół Zielonoświątkowy w Świebodzicach.

## Wiara
Podstawowe zasady wiary:
- Pismo Święte, składająca się z 66 ksiąg, jest natchnionym, nieomylnym Słowem Bożym,
- Trójca Świętą: Bóg Ojciec, Syn Boży - Jezus Chrystus, Duch Święty, który nie zakończył działalności w czasach pierwszych apostołów, nadal jest obecny, mówi, uzdrawia itd,
- istnieje wieczne życie oraz wieczne potępienie,
- powszechne kapłaństwo wierzących,
- działanie darów Ducha Świętego.

## Pastor
Pastorem społeczności był Dariusz Woźniak.
W rejestrze Kościołów i Związków Wyznaniowych Ministerstwa Spraw Wewnętrznych i Administracji wpisany jest pod numerem 119.

## Działalność
Działalność wynika ze szczerej wiary i biblijnych wskazówek, co przejawia się w pomocy potrzebującym, karmieniu głodnych, głoszeniu ewangelii, bliskich relacji, nie tylko z członkami społeczności, działaniach profilaktycznych przeciw uzależnieniom.
Społeczność współpracowała z:
- Fundacja Jesus Christ Security, Boguszów Gorce
- Dom Dziecka nr 2 im. J. Korczaka "Promyk", Wałbrzych, Moniuszki 118
- Dom Dziecka "Rodzinka" ul. Wrocławska 115, Wałbrzych
- Dom Małego Dziecka ul. Adama Asnyka 13, Wałbrzych
- Noclegownia dla Bezdomnych, Pocztowa 22, Wałbrzych
- kościoły i chrześcijanie z Wałbrzycha i okolic